# (6302) Tengukogen
(6302) Tengukogen (1989 CF) – planetoida z pasa głównego asteroid okrążająca Słońce w ciągu 4,26 lat w średniej odległości 2,63 j.a. Odkryta 2 lutego 1989 roku.